# Abdallah ibn Ali
Pour les articles homonymes, voir Ali.
Abdallah ibn Ali est l'oncle d’Aboul-Abbas, le premier calife abbasside, à l’élévation duquel il contribua par le massacre des princes omeyyades. 
À la mort de son neveu, il revendiqua le califat, contre Al-Mansur, il fut battu en 755, emprisonné en 757 et tué en 764.

## Source
- « Abdallah ibn Ali », dans Pierre Larousse, Grand dictionnaire universel du XIXe siècle, Paris, Administration du grand dictionnaire universel, 15 vol., 1863-1890 [détail des éditions].